# カーター郡 (テネシー州)
座標: 北緯36度18分 西経82度7分 / 北緯36.300度 西経82.117度
カーター郡（英: Carter County）は、アメリカ合衆国テネシー州の北東部に位置する郡である。2010年国勢調査での人口は57,424人であり、2000年の56,742人から1.2%増加した。郡庁所在地はエリザベストン市（人口14,176人）であり、同郡で人口最大の都市だが、さらに大きなジョンソンシティ（人口63,152人）が一部郡内に入っている。
カーター郡はジョンソンシティ大都市圏に属し、さらにバージニア州にも跨るジョンソンシティ・キングスポート・ブリストル広域都市圏にも入っている。通常トライシティーズ地域と呼ばれている。郡名はランドン・カーターに因んで名付けられた。

## 歴史

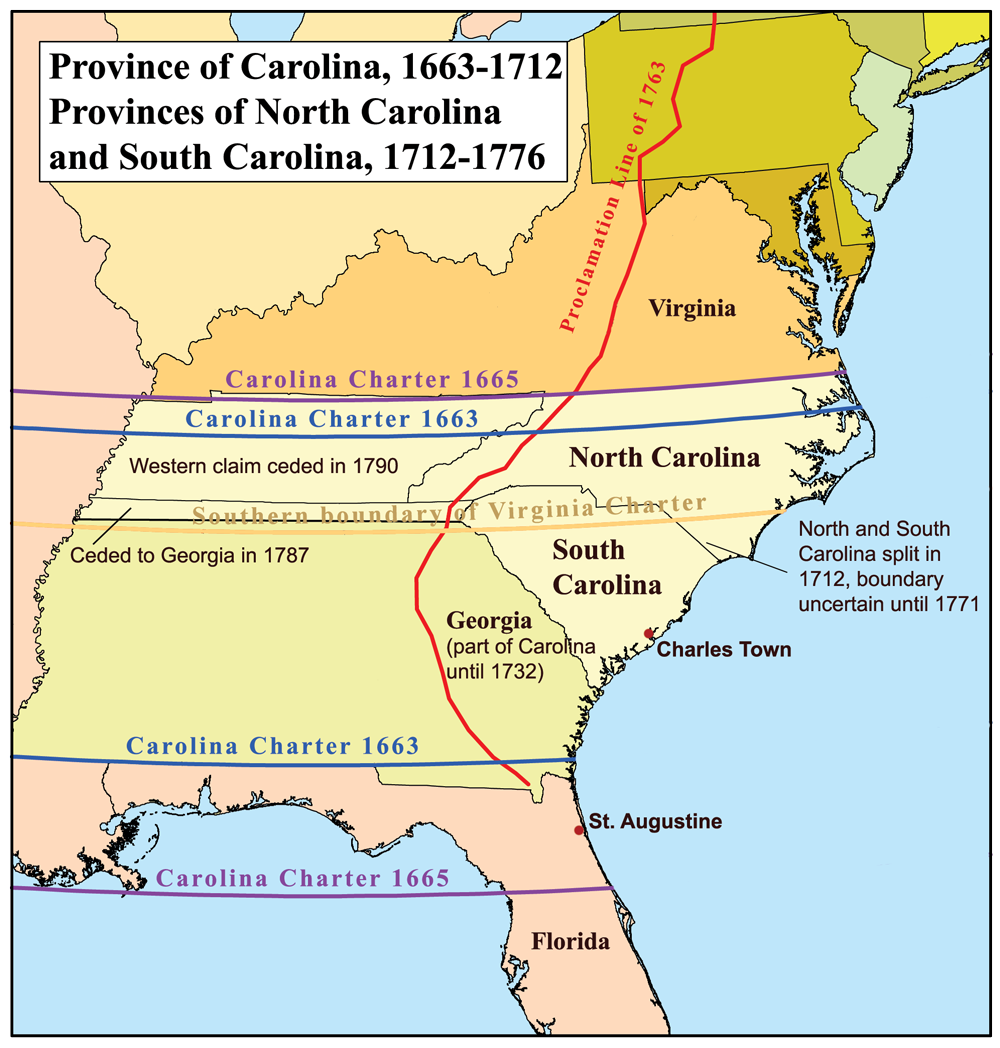
カロライナ植民地の図

カーター郡となった地域は当初、カロライナ植民地のクラレンドン開拓地の一部としてイギリスが領有を主張していたが、実際にはオーバーヒル・タウンのチェロキー族が暮らしていた。

### ノースカロライナ州の領土として
この地域はノースカロライナ州の領土として次のようにその管理主体が変遷した。
- ニューハノバー地区（1729年-1734年）
- ブレイデン郡（1734年-1749年）
- アンソン郡（1749年-1753年）
- ローワン郡（1753年-1775年）

### ワトーガ同盟
カーター郡の郡名はバージニアのジョン・カーターの息子ランドン・カーターに因んで名付けられた。ランドン・カーターは1772年にワトーガ同盟と呼ばれる多数決ルールによるアメリカの民主主義を初めて適用した政体の議長だった。この同盟は13植民地以外では最初の恒久的開拓地であり、現在のカーター郡を含んでいた。1775年、請願によってワトーガ同盟はノースカロライナ州に吸収され、その後はワシントン地区と呼ばれるようになった。
郡庁所在地であるエリザベストンの市名は、ランドン・カーターの妻であるエリザベス・マクリン・カーターから取られた。

### 初期の鉄道
カーター郡には狭軌の東テネシー・西ノースカロライナ鉄道（愛称はトウィーツィー）が運行され、1950年まで続いた。

## 地理
アメリカ合衆国国勢調査局に拠れば、郡域全面積は348平方マイル (901.3 km2)であり、このうち陸地341平方マイル (883.2 km2)、水域は7平方マイル (18.1 km2)で水域率は2.01%である。
北にあるサリバン郡との境界はホルストン山の稜線で定義されている。

### 湖
- ワトーガ湖
- ウィルバー貯水池、テネシー川流域開発公社のワトーガ・ダムの直下、座標は北緯 36.3408 西経 -82.1203
- リプシン湖、ローンマウンテンの南西6マイル (10 km)、座標は北緯 36.1838646 西経 -82.1356583[5]

### 河川
- ワトーガ川
- ドー川

### 滝
下記の滝の多くはチェロキー国立の森の中にある。

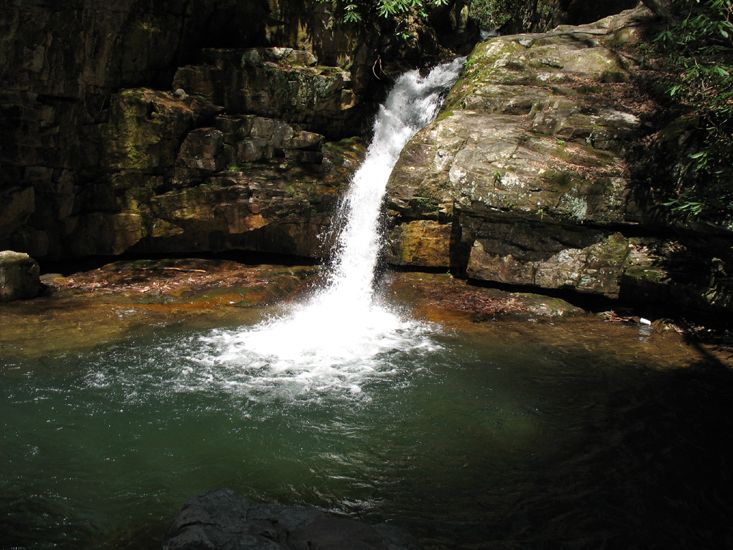
エリザベストンの北東、ホルストン山にあるブルーホール滝の主滝

| - ビッグローレルブリッジ滝、落差 15 m - ブルーホール滝、落差 14 m - ブーフ滝、落差 4 m - クーンデン滝、落差 15 m - デニスコーブ滝、落差 8 m - ファイアスケールドブランチ滝 |  | - ファイブ・エイツ - ジョーンズ滝、落差 30 m - ローレル滝（下段）、落差 17 m - ローレル滝（中段）、落差 8 m - ローレル滝（上段）、落差 8 m - マウンテニア滝、落差 6 m |  | - ノースフォーク・ストーニークリーク滝、落差 9 m - サリーコーブクリーク滝、落差 8 m - ツイスティング滝、落差 9 m - スプラッシュダム滝、落差 8 m - ワトーガ滝、落差 5 m |

### 隣接する郡
| - サリバン郡 - 北 - ジョンソン郡 - 北東 - アベリー郡 (ノースカロライナ州) - 南東 |  | - ミッチェル郡 (ノースカロライナ州) - 南 - ユニコイ郡 - 南西 - ワシントン郡 - 西 |

### 国立保護地域
- チェロキー国立の森（部分）

## 人口動態

2000人口ピラミッド

以下は2000年国勢調査による人口統計データである。
| 基礎データ - 人口: 56,742人 - 世帯数: 23,486 世帯 - 家族数: 16,346 家族 - 人口密度: 64人/km2（166人/mi2） - 住居数: 25,920軒 - 住居密度: 29軒/km2（76軒/mi2） 人種別人口構成 - 白人: 97.49% - アフリカン・アメリカン: 1.00% - ネイティブ・アメリカン: 0.20% - アジア人: 0.26% - 太平洋諸島系: 0.01% - その他の人種: 0.27% - 混血: 0.78% - ヒスパニック・ラテン系: 0.89% 年齢別人口構成 - 18歳未満: 21.4% - 18-24歳: 9.2% - 25-44歳: 29.0% - 45-64歳: 25.4% - 65歳以上: 15.0% - 年齢の中央値: 38歳 - 性比（女性100人あたり男性の人口） - 総人口: 94.5 - 18歳以上: 91.6 | 世帯と家族（対世帯数） - 18歳未満の子供がいる: 28.5% - 結婚・同居している夫婦: 54.9% - 未婚・離婚・死別女性が世帯主: 11.0% - 非家族世帯: 30.4% - 単身世帯: 26.5% - 65歳以上の老人1人暮らし: 11.0% - 平均構成人数 - 世帯: 2.35人 - 家族: 2.83人 収入と家計 - 収入の中央値 - 世帯: 27,371米ドル - 家族: 33,825米ドル - 性別 - 男性: 26,394米ドル - 女性: 19,687米ドル - 人口1人あたり収入: 14,678米ドル - 貧困線以下 - 対人口: 16.9% - 対家族数: 12.8% - 18歳未満: 23.0% - 65歳以上: 16.0% |

## 都市と町

### 都市
- エリザベストン - 郡庁所在地
- ジョンソンシティ
- ワトーガ

### 国勢調査指定地域
| - ローンマウンテン - パインクレスト |  | - セントラル - ハンター |

### 未編入の町
- ビッグスプリング
- ハンプトン

## 教育
カーター郡の公共教育は、小学校13校、中学校2校、高校5校で行われている。

## 気候と気象
| カーター郡の気候                                                                                  |               |               |               |               |               |               |               |               |               |               |               |               |               |
| 月                                                                                                | 1月           | 2月           | 3月           | 4月           | 5月           | 6月           | 7月           | 8月           | 9月           | 10月          | 11月          | 12月          | 年間          |
| 平均気温 °F(°C)                                                                                   | 34.0°F 1.1°C  | 37.4°F 3.0°C  | 47.2°F 8.4°C  | 55.2°F 12.9°C | 63.4°F 17.4°C | 71.1°F 21.7°C | 74.4°F 23.6°C | 73.6°F 23.1°C | 67.9°F 19.9°C | 56.7°F 13.7°C | 47.0°F 8.3°C  | 38.2°F 3.4°C  | 55.5°F 13.1°C |
| 平均最高 °F(°C)                                                                                   | 43.7°F 6.5°C  | 48.0°F 8.9°C  | 58.9°F 14.9°C | 67.4°F 19.7°C | 75.2°F 24.0°C | 82.2°F 27.9°C | 84.6°F 29.2°C | 84.1°F 28.9°C | 79.1°F 26.2°C | 69.1°F 20.6°C | 58.2°F 14.6°C | 48.1°F 8.9°C  | 66.6°F 19.2°C |
| 平均最低 °F(°C)                                                                                   | 24.3°F -4.3°C | 26.8°F -2.9°C | 35.4°F 1.9°C  | 43.0°F 6.1°C  | 51.6°F 10.9°C | 59.9°F 15.5°C | 64.1°F 17.8°C | 63.1°F 17.3°C | 56.6°F 13.7°C | 44.2°F 6.8°C  | 35.9°F 2.2°C  | 28.2°F -2.1°C | 44.4°F 6.9°C  |
| 降水量 (インチ)                                                                                   | 3.2 in.       | 3.4 in.       | 3.7 in.       | 3.3 in.       | 3.8 in.       | 3.5 in.       | 4.3 in.       | 3.2 in.       | 3.3 in.       | 2.6 in.       | 2.9 in.       | 3.4 in.       | 40.7 in.      |
| 降雪量 (インチ)                                                                                   | 5.2 in.       | 4.2 in.       | 2.3 in.       | 0.4 in.       | 0.05 in.      | 0.05 in.      | 0.0 in.       | 0.0 in.       | 0.05 in.      | 0.0 in.       | 0.9 in.       | 2.6 in.       | 15.6 in.      |
| Sources for Carter County (Bristol-Johnson City, Tennessee) climate statistics: climate-zone.com' |               |               |               |               |               |               |               |               |               |               |               |               |               |